# Croix d'Alsen

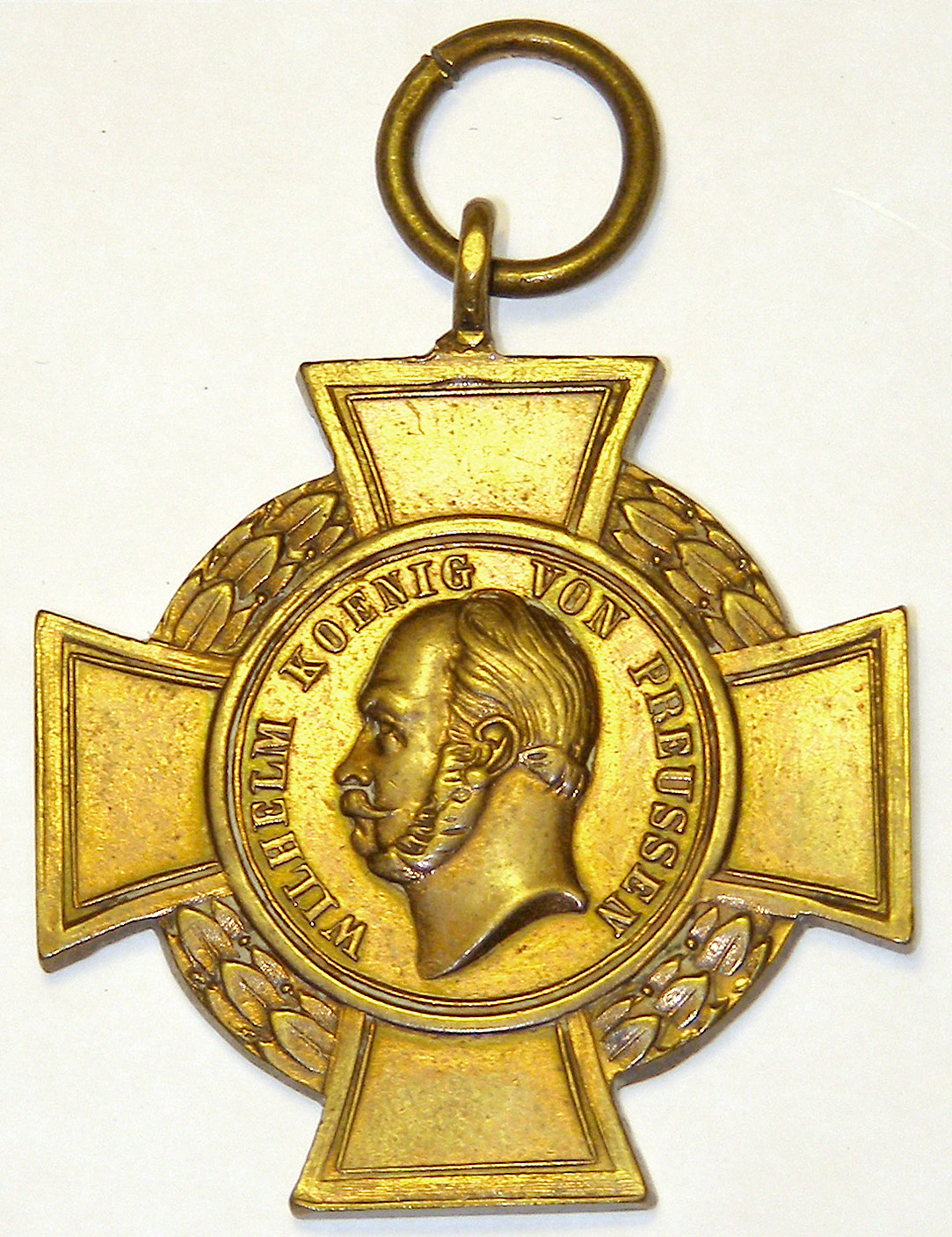
Croix d'Alsen 1864 – recto, deuxième pièce non attribuée.

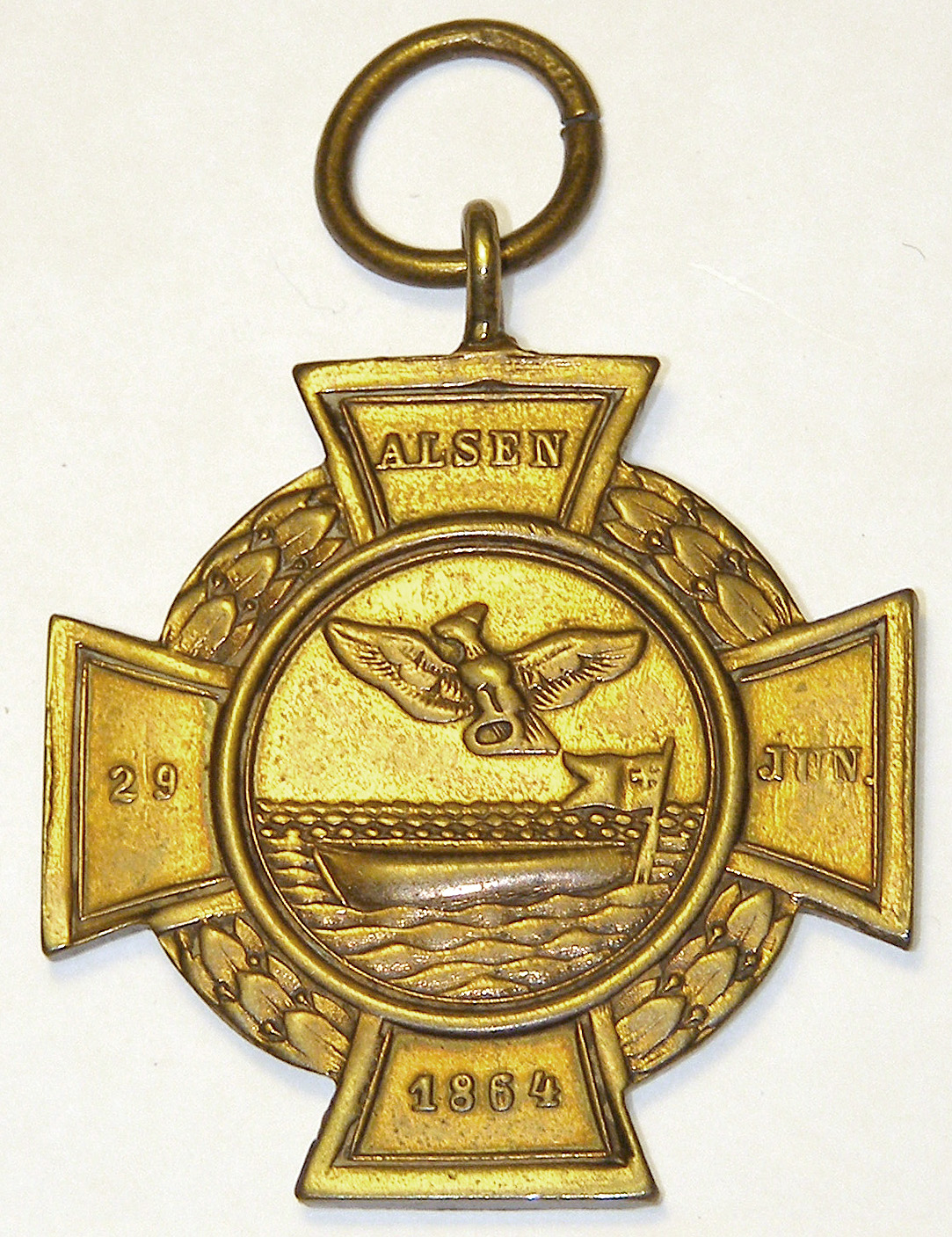
Croix d'Alsen 1864 – dos, fermoir.

La Croix d'Alsen est une décoration d'État créée le 7 décembre 1864 par le roi Guillaume Ier de Prusse pour commémorer la conquête de l'île d'Alsen par les troupes prussiennes pendant la guerre des Duchés.

## Description
La décoration d'État est une croix en bronze avec une couronne de laurier  sous les bras de la croix. Dans le médaillon, il montre le portrait du donateur tourné vers la gauche avec l'inscription WILHELM KOENIG VON PRUSSEN. Au dos du médaillon se trouve une représentation de l'aigle prussien au-dessus d'un bateau flottant sur l'Alsensund (de). Dans les bras de la croix, il est écrit ALSEN 29 JUN. 1864.
Les combattants portent la médaille, dont l'anneau de ruban est attaché à la croix par un large œillet rainuré, sur un ruban bleu à deux bandes orange et bordure noire et blanche, les non-combattants sur un ruban rayé bleu orange avec une bande noire et bordure blanche sur la poitrine gauche. De plus, le 18 avril 1865, un ruban spécial à bordure noire, blanche et orange est offert aux troupes en réserve. Pour les non-combattants qui appartiennent ou servent dans l'Ordre de Saint-Jean, une croix spéciale en fer noirci est également fabriquée le 18 avril 1865, qui est portée sur le ruban de 30 mm de large de l'Ordre de la Maison Royale de Hohenzollern.